# Spartak (sociedad deportiva)
Spartak (en ruso: Спартак) es una sociedad deportiva voluntaria fundada por Nikolái Starostín, la más grande de los sindicatos deportivos de las uniones deportivas de la antigua Unión Soviética. Reúnía a los empleados de la industria del comercio, cooperativas, servicios públicos, alimentos, aviación civil, transporte, educación, cultura, salud y de otras actividades civiles surgidas entre 1925 y 1926. Se fundó como Sociedad Cooperativa Deportiva de la Unión Soviética el 19 de abril de 1935, y en 1960 se reorganizó como sindicato de la sociedad deportiva voluntaria.
El nombre "Spartak" tiene su origen en Espartaco, el líder de la revuelta de los esclavos romanos y la alianza revolucionaria de la socialdemocracia alemana. En la época soviética el Spartak, debido a su afiliación sindical, fue llamado el "equipo del pueblo", en oposición a las demás sociedades deportivas ligadas al gobierno como el ejército con el CSKA y la policía con el Dynamo.

## Historia
Spartak fue la primera y más grande de las sociedades deportivas voluntarias de la Unión Soviética, conformada por trabajadores de comercio, productores de televisión, industria ligera, aviación civil, educación, cultura y sanidad, todos como parte del estado soviético. Originado en 1925-26 como varios grupos de cultura y educación física soviéticas, la sociedad deportiva se estableció el 19 de abril de 1935.
En 1960, la sociedad fue reorganizada como Sociedad Deportiva Voluntaria. Había 23.000 colectivos de cultura física en la sociedad en 1975 (incluyendo 100 clubes deportivos), que unía a 6,2 millones de personas que practicaban 40 disciplinas deportivas. La sociedad poseía 238 estadios, 89 piscinas, 1.800 polideportivos, 1.300 campos de fútbol y campos de deportes, además de 264 escuelas juveniles deportivas que formaban a 75.000 alumnos.
En 1987 se abolió la sociedad, y todos sus bienes confiscados fueron transferidos a los sindicatos comerciales e industriales de la Unión Soviética. En 1991, en medio de la caída del país comunista, la sociedad se refundó en la ahora república independiente de Rusia, expandiéndose a nivel internacional. Actualmente, la sociedad tiene filiaciones en seis países de exUnión Soviética: Rusia, Ucrania, Bielorrusia, Kazajistán, Kirguistán y Azerbaiyán, aunque el mayor reconocimiento deportivo internacional lo tienen los equipos conformados en Rusia, los cuales son propiedad del multimillonario ruso Leonid Fedun, con intereses en la multinacional petrolera rusa LUKoil.

## Presidentes
- Nikolai Starostin
- Semyon Privis
- Gennadiy Mikhalchuk
- Pyotr Sobolev
- Yevgeniy Arkhipov
- Vladimir Vekshin
- Nikolai Ozerov
- Anna Alyoshina

La sociedad deportiva Spartak recibió la Orden de Lenin en 1937.

## Clubes deportivos

### Fútbol
- FC Spartak Moscú (con su filial FC Spartak-2 Moscú)
- FC Spartak Nalchik
- FC Spartak Kostroma
- FC Spartak Tambov

### Hockey sobre hielo
- HC Spartak Moscú
- Spartak Mercurio Ekaterimburgo (femenino)

### Baloncesto
- BC Spartak de San Petersburgo
- Spartak Primorje
- ZHBK Spartak Noginsk (femenino)

### Otras disciplinas
- VK Spartak Moscú (voleibol)
- Spartak GM Moscú (rugby)
- Spartak VSPU (waterpolo)
- MFK Spartak Moscú (fútbol sala)

Todos los equipos mencionados están ubicado en Rusia.

## Deportistas notables
La siguiente es una lista de algunos de los deportistas más exitosos que formaron parte de la sociedad deportiva Spartak.
- Nellie Kim (gimnasia artística)
- Vladimir Golubnichy (atletismo)
- Aleksandr Belov (baloncesto)
- Anatoly Alyabyev (biathlon)
- Boris Lagutin (boxeo)
- Tigran Petrosian (ajedrez)
- Nikolay Zimyatov (esquí de fondo)
- Marina Klimova (patinaje artístico sobre hielo)
- Nikolai Starostin (fútbol)
- Tetyana Hlushchenko (balonmano)
- Alexander Yakushev (hockey sobre hielo)
- Vitaly Abalakov (montañismo)
- Klara Guseva (patinaje de velocidad)
- Elena Dementieva (tenis)